# FK Tauras Tauragė
Az FK Tauras Tauragė, teljes nevén Tauragės Futbolo Klubas egy litván labdarúgócsapat. A klubot 1942-ben alapították, jelenleg az első osztályban szerepel.

## Sikerek
- Aukščiausia lyga (D1): 1

1987

## Litván bajnokság

### 1987–1989
| Szezon | Szint | Līga               | Helyezés | web   |                 |
| ------ | ----- | ------------------ | -------- | ----- | --------------- |
| 1987   | 1.    | Aukščiaujioji lyga | 1.       | [ 1 ] |                 |
| 1988   | 1.    | Aukščiaujioji lyga | 7.       |       |                 |
| 1989   | 1.    | Aukščiaujioji lyga | 5.       |       | 🏆 Cup finalist |

### 2006–
| Szezon | Szint | Līga                 | Helyezés | web    |                 |
| ------ | ----- | -------------------- | -------- | ------ | --------------- |
| 2006   | 3.    | Antra lyga (Vakarai) | 3.       |        |                 |
| 2007   | 2.    | Pirma lyga           | 11.      |        |                 |
| 2008   | 2.    | Pirma lyga           | 1.       |        |                 |
| 2009   | 1.    | A lyga               | 5.       | [ 2 ]  | 🏆 Cup finalist |
| 2010   | 1.    | A lyga               | 4.       | [ 4 ]  |                 |
| 2011   | 1.    | A lyga               | 7.       | [ 5 ]  |                 |
| 2012   | 1.    | A lyga               | 9.       | [ 6 ]  |                 |
| 2013   | 1.    | A lyga               | 9.       | [ 7 ]  |                 |
| 2014   | 2.    | Pirma lyga           | 9.       | [ 8 ]  |                 |
| 2015   | 2.    | Pirma lyga           | 17.      | [ 9 ]  |                 |
| 2016   | X     | X                    | X        |        | összeomlott     |
| 2017   | 2.    | Pirma lyga           | 13.      | [ 10 ] |                 |
| 2018   | x.    | x                    | x.       |        | összeomlott     |
| 2019   | x.    | x                    | x.       |        |                 |
| 2020   | 3.    | Antra lyga (Vakarai) | 9.       |        |                 |
| 2021   | 4.    | III lyga, (Kaunas)   | 1.       |        |                 |
| 2023   | 3.    | Antra lyga           | 4.       | [ 11 ] |                 |
| 2024   | 2.    | Pirma lyga           | .        | [ 12 ] |                 |

## Jelenlegi keret
<...>

## Külső hivatkozások
- Hivatalos weboldal (litvánul)
- Szurkolói oldal Archiválva 2015. február 12-i dátummal a Wayback Machine-ben (litvánul)